# پلانی‌متر

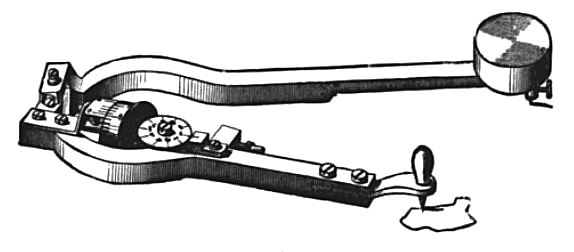
تخت‌سنج (۱۹۰۸) اندازه‌گیری مساحت مشخص با ردیابی محیط آن

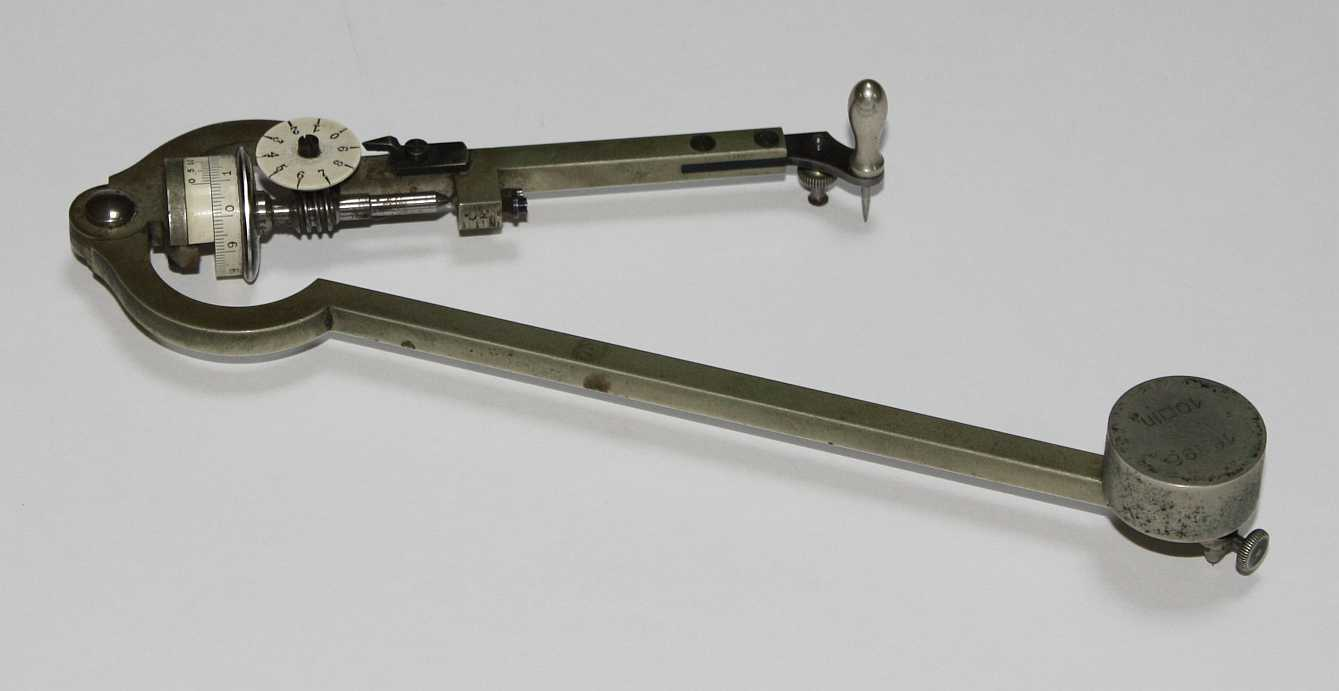
پلانی‌متر امسلر

تخت‌سنج یا پلانی‌متر (به انگلیسی: Planimeter) (که به آن پلاتو متر نیز گفته می‌شود) یک وسیله اندازه‌گیری است که برای تعیین مساحت یک شکل دوبعدی دلخواه استفاده می‌شود.
تخت‌سنج ابزاری است مکانیکی برای اندازه‌گیری و محاسبهٔ مساحت بر روی کاغذ که با حرکت دادن نوک سوزن مربوط آن بدور محیط
نقشه می‌توان مساحت آن را به دست آورد. این دستگاه دارای انواع گوناگونی است که بعضی از آنها دارای یک قطب ثابت و بعضی دارای یک قطب ثابت دیسکی هستند و برخی دارای دو چرخ گردان‌اند، اما همه آن‌ها دارای یک بازوی متحرک‌اند که یک سوی آن به یک دستگاه شمارنده (نومراتور) وصل است. این شمارنده بخش اصلی دستگاه است و مساحت را به صورت مکانیکی با یک شمارهٔ اندازه نشان می‌دهد. سر دیگر بازو یک نشانه می‌باشد به‌صورت سوزن یا به‌صورت یک عدسی که در وسط آن علامتی قرار دارد.
کافی است پلانی‌متر را در محل مناسبی قرار دهید. نشانه مربوط را در دست گرفته و روی محیط نقشه که می‌خواهیم مساحت آن را پیدا کنیم حرکت می‌دهیم و دستگاه به‌طور خودکار مساحت را پیدا می‌کند. البته عدد به‌دست‌آمده را در ضریب دستگاه ضرب می‌کنیم.

## ساختمان دستگاه
چند نوع دستگاه تخت‌سنج وجود دارد اما تمام این‌ها به یک روش عمل می‌کنند روش دقیقی که این دستگاه‌ها ساخته شده‌اند متفاوت است. نوع اصلی این دستگاه که مکانیکی است ممکن است پلار (قطبی) خطی یا نوک تیز باشد. ریاضی‌دان سوئیسی به نام jakob amsler-laffon مساحت سنج را در سال ۱۸۵۴ ساخت که بر اساس نظر martin sherman johann در سال۱۸۱۴ بود.
بعد از ساخت اولین تخت‌سنج، گونه‌های تکامل یافته دیگری ساخته شدند که امروزه نوع الکترونیک آن وجود دارد.
پلانیمتر قطبی
در دستگاه‌های مساحت سنج یک بازوی رابط با یک سوزن نقطه گذار در یک طرف قرار دارد که بر اثر حرکت در اطراف شکل مورد نظر علائمی را به جا می‌گذارد.
در قسمت دیگر دستگاه بازویی قرار گرفته که در مساحت سنج قطبی منحصراً به صورت خطی عمل می‌کند. در این دستگاه وقتی که یک بازو در اطراف سطح مورد نظر حرکت می‌کند در قسمت دیگر دستگاه مساحت شکل مورد نظر مشخص می‌شود این دستگاه دارای یک چرخ است که همراه با حرکت قسمت نقطه گذار دستگاه شمارش می‌کند.
زمانی که چرخ دستگاه به صورت عمود بر محور حرکت می‌کند می‌چرخد و این حرکت ثبت می‌شود. زمانی که چرخ دستگاه موازی محور خود حرکت می‌کند چرخ‌ها لیز می‌خورند و نمی‌چرخند و این حرکت ثبت نمی‌شود. این بدین معنی است که در دستگاه مساحت سنج هر مسیری که چرخ آن حرکت می‌کند اندازه‌گیری می‌شود. در واقع حرکت‌های عمود بر محور چرخش تعیین‌کننده مساحت توسط دستگاه است. مساحت شکل متناسب است با تعداد دفعاتی که چرخ دستگاه چرخش می‌کند.
یک نوع پلانی‌متر خطی برای تعیین مساحت شکل‌های کشیده پیشرفت دستگاه می‌تواند بر استقرار موقعیت اولین نقطه سطح (مرکز سطح) و حتی بر دومین نقطه اثر بگذارد. در تصاویر مساحت‌سنج خطی و قطبی دیده می‌شود.
مساحت سنج خطی
مساحت سنج قطبی
نقطهٔ M)) در یک طرف دستگاه مساحت سنج نقطهٔ (C) و شمارش گر سطح S))را دنبال می‌کند تا به نقطهٔ آخر برسد. در مساحت سنج خطی حرکت بازوی (E) منحصراً روی محور y است. در مساحت سنج قطبی بازو به بازوی دیگری متصل است که در نقطهٔ آخر یعنی متصل می‌شود. اتصال به بازوی ME همان اندازه‌گیری چرخ است که چرخ دور محور خودش به موازات ME حرکت کرده‌است و این باعث می‌شود چرخ لیز بخورد بدون محاسبهٔ سطح.

## اساس کار مساحت‌سنج خطی
کار یک مساحت سنج خطی بر اساس اندازه‌گیری یک مستطیل ABCD است که در تصویر توضیح داده می‌شود.
حرکت قسمت علامت گذار از نقطهٔ A به B بازوی ME در ضمن صفحهٔ زرد رنگ حرکت می‌کند. مساحتی مساوی با PQ × EM محاسبه می‌شود. این مساحت مساوی است با مساحت صفحهٔ A"ABB". چرخ دستگاه فاصلهٔ بینPQ را اندازه‌گیری می‌کند که عمود بر EM است.
با حرکت از نقطهٔ C به D' بازوی EM در ضمن صفحهٔ سبز رنگ حرکت می‌کند. (مساحتی مساوی با سطح مستطیل D"DCC.)
چرخ دستگاه در جهت عکس حرکت می‌کند و سطح محاسبه شده را از سطح قبلی کسر می‌کند. نتیجهٔ نهایی اندازه‌گیری بین سطح زرد و سبز می‌باشد که در واقع اندازه مستطیل ABCD است.
که در واقع حرکت در طول DC و DA است. هر دو اندازه یکی هستند اما در جهت مخالف که حرکت چرخ آن‌ها را حذف می‌نماید.
محاسبات ریاضی
عملکرد یک پلانی متر خطی می‌تواند توسط به‌کارگیری تئوری Green's روی اجزای بردار سطح N توجیه شود. داریم:
جایی که b هم پایهٔ yاست در زانویی E این بردار سطح عمود بر بازوی اندازه‌گیری EM است:
و اندازه ثابتی دارد برابر طول mاز بازوی اندازه‌گیری:
سمت چپ تساوی بالا که مساوی مساحت سطح بستهٔ A بوسیلهٔ خطوط خارجی است طول بازوی اندازه‌گیری شده متناسب است با فاصلهٔ اندازه‌گیری شده با اندازه‌گیری چرخشی و با فاکتور نسبی m
مختصات قطبی
ارتباط تئوری Green's در ترم‌های منسجم مختصات قطبی می‌تواند فهمیده شود در مختصات قطبی بازو توسط انتگرال تولید می‌شود و جایی که شکل کامل می‌شود معادلهٔ درجه دومی به عنوان ضریب r وجود دارد به این معنا که به ازا زوایای مختلف نسبت مساحتی که تغییر می‌کند با توان دوم زوایا در شعاع متناسب است.
برای یک تساوی پارامتریک در مختصات قطبی جایی که r و θ تابعی از زمان هستند داریم:
چرخیدن پلانی متر برای هر چرخی که در انتهای خط ثابت شده و حول آن می‌چرخد به ترتیب با هر نقطهٔ چرخش نهایی چرخ متناسب است با انتگرال و متناسب است با مسافت طی شده در هر نقطه که در هر زمان به شعاع بستگی دارد و در اطراف دایره با زاویه تغییر می‌کند .
```
 این ضرب داخلی را با مشتق گرفتن از انتگرال اولیه می‌توان بدست آورد که نشان می‌دهد یک پلانی متر سطح انتگرال را تولید می‌کندکه طبق تئوری Green's 
انتگرال خطی
 یک تابع درجه یک تا درجه دوی معین است.
```

## اصل پلانی متر خطی

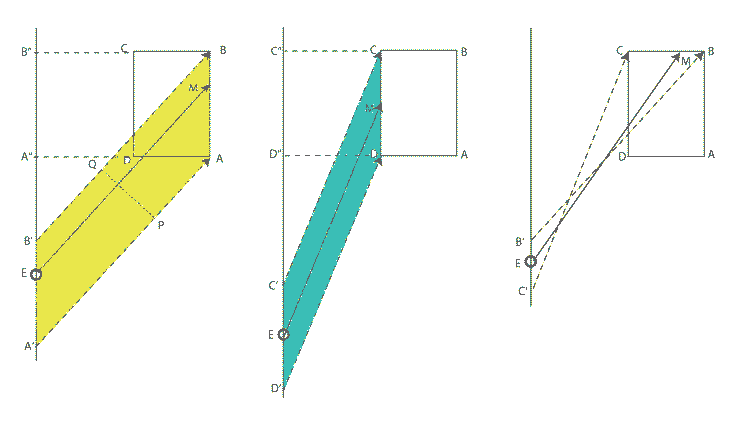
اصل پلانی متر خطی

می‌توان طرز کار پلانی متر خطی را با اندازه‌گیری مساحت مستطیل ABCD توضیح داد (تصویر را ببینید). حین حرکت اشاره گر از A به B بازوی EM روی متوازی‌الأضلاع زرد با مساحتی برابر PQ*ME حرکت می‌کند. این مساحت همچنین با مساحت متوازی‌الأضلاع A"ABB" برابر است. دور شمار فاصله PQ را اندازه‌گیری می‌کند (عمود بر EM). در حرکت از C به D بازوی EM متوازی الاضلاع سبز را طی می‌کند که مساحتی برابر با مساحت مستطیل D"DCC" دارد. حالا دور شمار در جهت عکس حرکت می‌کند (کم کردن این مقدار از مقدار قبلی). نتیجه نهایی اندازه‌گیری اختلاف مساحت متوازی‌الأضلاع زرد و سبز که همان ناحیهٔ ABCD است، می‌باشد. همچنین حرکتی در طول BC و DA وجود دارد اما چون برابر و در خلاف جهت هم اند، یکدیگر را در خواندن عدد گردنده خنثی می‌کنند.

## منشأ ریاضی
عملکرد پلانی متر خطی با استفاده از قضیهٔ گرین بر روی اجزای میدان برداری N توجیه می‌شود.
توسط:
{\displaystyle \!\,N(x,y)=(b-y,x),}
جایی که b مختصات جهت y از زانوی E است.
این میدان برداری بر بازوی اندازه‌گیری EM عمود است:
{\displaystyle {\vec {EM}}\cdot N=xN_{x}+(y-b)N_{y}=0}
و دارای اندازه ثابتی برابر با طول m از بازوی اندازه‌گیری است:
{\displaystyle \!\,\|N\|={\sqrt {(b-y)^{2}+x^{2}}}=m}
بنابراین:
{\displaystyle \oint _{C}(N_{x}dx+N_{y}dy)=\iint _{S}\left({\frac {\partial N_{y}}{\partial x}}-{\frac {\partial N_{x}}{\partial y}}\right)dxdy=}
{\displaystyle =\iint _{S}\left({\frac {\partial x}{\partial x}}-{\frac {\partial (b-y)}{\partial y}}\right)dxdy=\iint _{S}dxdy=A,}
چون:
{\displaystyle {\frac {\partial }{\partial y}}(y-b)={\frac {\partial }{\partial y}}{\sqrt {m^{2}-x^{2}}}=0,}
طرف چپ تساوی بالا، که با ناحیهٔ احاطه شده توسط منحنی بسته (A)برابر است، با فاصله اندازه‌گیری شده توسط گردنده اندازه‌گیری متناسب است (با فاکتور تناسب m-طول بازوی اندازه‌گیری)

### مختصات قطبی
ارتباط با قضیه گرین از دیدگاه یکپارچه سازی در دستگاه مختصات قطبی قابل درک است. در دستگاه مختصات قطبی، مساحت از انتگرال {\displaystyle \scriptstyle \int _{\theta }{\tfrac {1}{2}}r(\theta )^{2}\,d\theta ,} محاسبه می‌شود، وقتی فرم یکپارچه می‌شود درجه r است، به این معنی که نرخ در هر ناحیه با توجه به تغییر در درجه تفاوت زاویه با شعاع تغییر می‌کند.
برای یک معادله پارامتری در دستگاه قطبی، جایی که rو a به صورت تابعی از زمان تغییر کنند، خواهیم داشت:
{\displaystyle \int _{t}{\tfrac {1}{2}}r(t)^{2}d(\theta (t))=\int _{t}{\tfrac {1}{2}}r(t)^{2}\cdot {\dot {\theta }}(t)\,dt.}
در پلانی متر برای چرخی که به انتهای اتصال ثابت شده‌است و حول یک نقطه می‌چرخد، کل گردش چرخ با {\displaystyle \scriptstyle \int _{t}r(t)\cdot {\dot {\theta }}(t)\,dt,} متناسب است، همچنین گردش با مسافت پیموده شده متناسب است، که در هر نقطه از زمان با شعاع و تغییر در زاویه متناسب است، همان‌طور که در محیط یک دایره ({\displaystyle \scriptstyle \int r\,d\theta =2\pi r})است.
این جمله زیر انتگرال {\displaystyle \scriptstyle r(t)\cdot {\dot {\theta }}(t)\,dt} می‌تواند به عنوان مشتق جمله زیر انتگرال قبلی{\displaystyle \scriptstyle {\tfrac {1}{2}}r(t)^{2}{\dot {\theta }}(t)\,dt} (نسبت به r) شناخته شود و نشان می‌دهد پلانی متر ناحیهٔ انتگرال را از دیدگاه مشتق محاسبه می‌کند، که به تئوری گرین بر می‌گردد، که با انتگرال خطی تابع در یک محیط یک بعدی به انتگرال دو بعدی مشتق معادل است.